# Kusala marmorata
Kusala marmorata är en insektsart som beskrevs av Sohi och Mann 1992. Kusala marmorata ingår i släktet Kusala och familjen dvärgstritar. Inga underarter finns listade i Catalogue of Life.